# 羅蒙諾索夫撞擊坑 (火星)
羅蒙諾索夫撞擊坑（英語：Lomonosov）是一個火星上的中型撞擊坑，位於北方大平原，直徑大約是150公里。

## 概要
該撞擊坑位於火星北方大平原。它的直徑夠大，且中心座標緯度是64.9°N，因此是介於阿西達里亞海區和北海區的撞擊坑，在這兩個區域地圖中都有繪出羅蒙諾索夫撞擊坑。它所在的區域地形相當平坦且年輕，因此在火星的大幅地圖中羅蒙諾索夫撞擊坑是相當明顯的。
羅蒙諾索夫撞擊坑於1973年以俄羅斯科學家米哈伊尔·瓦西里耶维奇·罗蒙诺索夫命名。

## 圖集

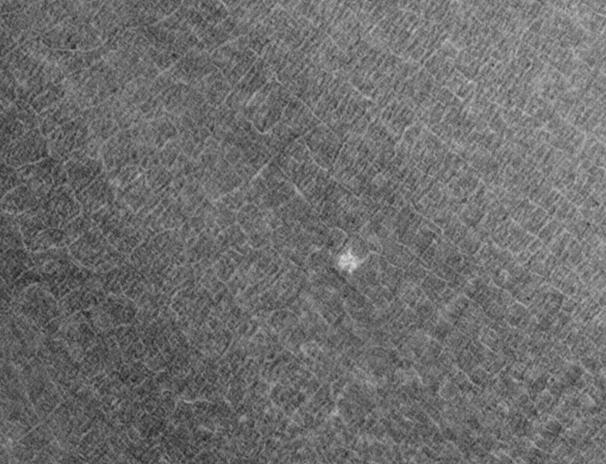
羅蒙諾索夫撞擊坑和多邊型圖案地，由火星全球探勘者號拍攝。
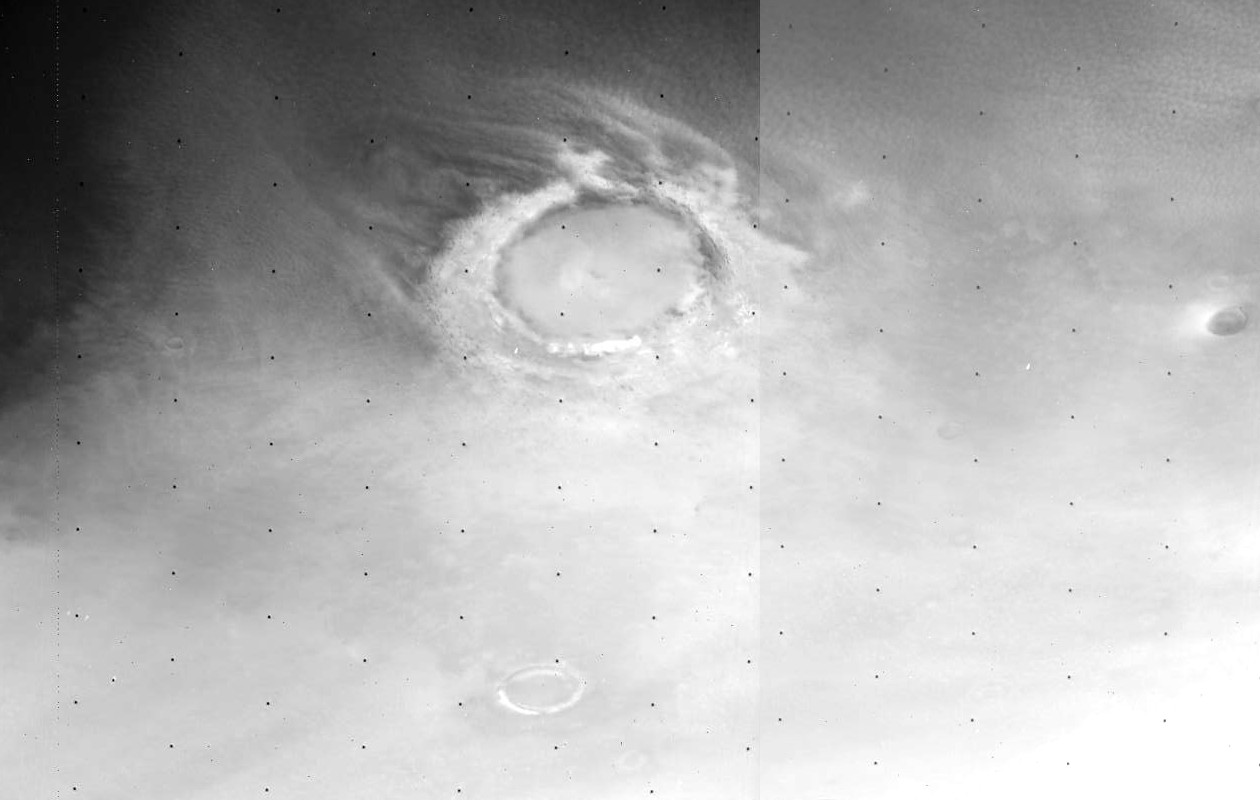
由海盗1号轨道器拍摄的图像拼接而成，顶部为罗蒙诺索夫陨击坑，视角朝南。
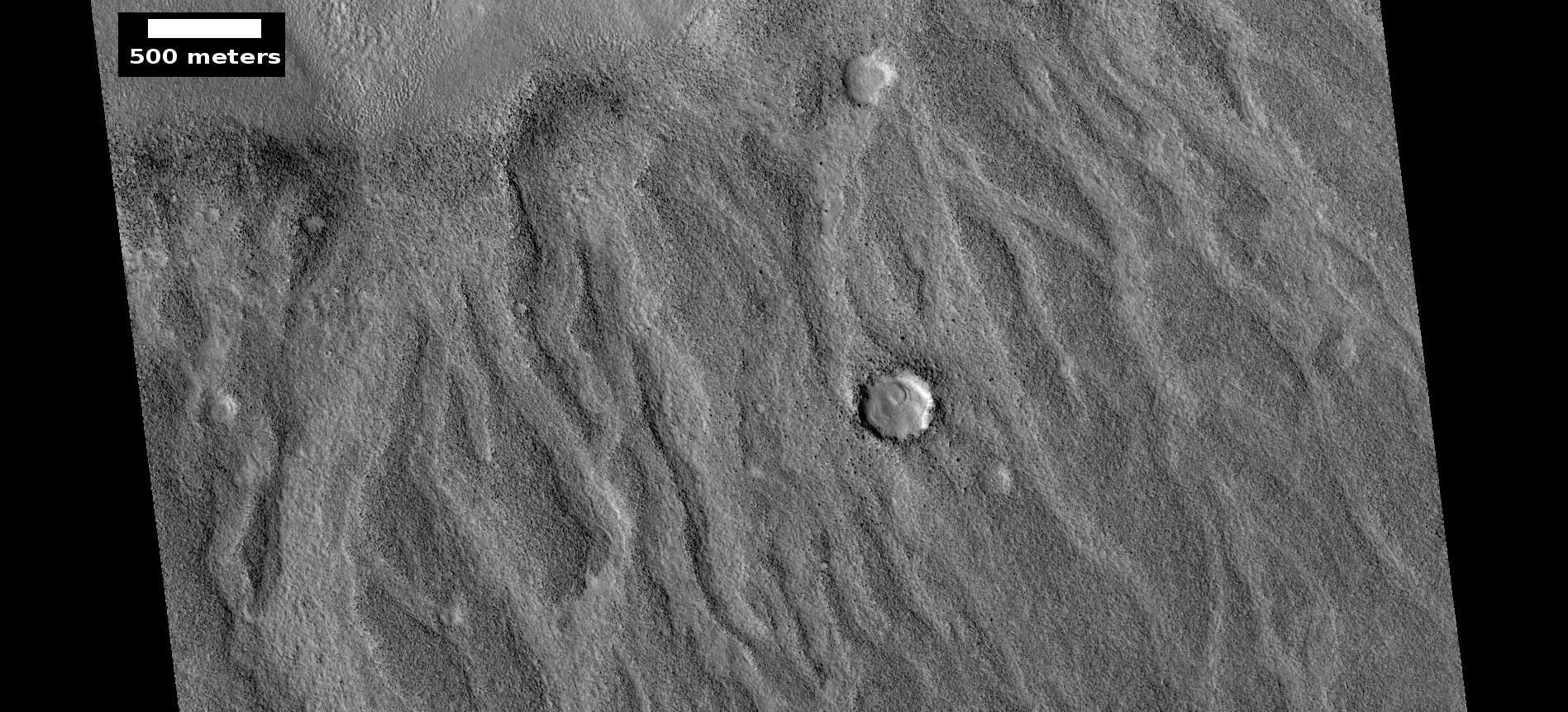
由海啸回流形成的通道，HiRISE拍摄。海啸可能是由小行星撞击海洋引发的。